# George Charles Wallich
George Charles Wallich (16 de noviembre de 1815, Calcuta - 1899) fue un doctor en medicina, algólogo, biólogo marino inglés.
Era hijo del naturalista danés naturalizado británico Nathaniel Wallich (1786-1854) que dirigía el Jardín botánico Acharya Jagadish Chandra Bose de Calcuta. Obtuvo su título de doctorado en medicina, en Edimburgo en 1834 y luego entró en el Indian Medical Service, cargo que ocupó hasta 1857, cuando regresa a Gran Bretaña. Teniendo en cuenta sus observaciones sobre la vida marina, Thomas Henry Huxley (1825-1895) y Sir Roderick Murchison (1792-1871) lo recomendaron como naturalista, de la expedición del H.M.S. Bulldog , en 1860.

## Algunas publicaciones
- 1861. Remarks on some novel phases of organic life, and on the boring powers of minute annelids, at great depths in the sea. 6 pp.
- 1862. Further observations on some novel phases of organic life, at great depths in the sea. 3 pp.
- 1862. On desmidiaceæ from lower Bengal. 8 pp.
- 1869. On some undescribed Testaceous Rhizopods from the North Atlantic deposits
- 1876. Deep-sea researches on the biology of Globigerina, etc.

### Libros
- 1860. On the development and structure of the diatom-valve. 17 pp.
- 1860. On the Siliccous Organisms found in the digestive cavities of the Salpæ, and their relation to the Flint Nodules of the Chalk. 20 pp.
- 1860. Original manuscript notes and drawings descriptive of the results of dredging during August, 1860, when on H.M.S. Bulldog, off the south-west coast of Greenland. 18 pp.
- 1860. Observations on the distribution and habits of the pelagic and freshwater free-floating Diatomaceae. 20 pp.
- 1860. Notes on the presence of animal life at vast depths in the sea: with observations on the nature of the sea bed as bearing on submarine telegraphy (Notas sobre la presencia de vida animal en vastas profundidades en el mar: con observaciones sobre la naturaleza de los fondos marinos como influyen en la telegrafía submarina). Ed. Taylor & Francis. 38 pp. En línea
- 1862. The North-Atlantic sea-bed: comprising a diary of the voyage on board H.M.S. Bulldog, in 1860; and observations on the presence of animal life, and the formation and nature of organic deposits, at great depths in the ocean. Ed. J. Van Voorst. 160 pp. En línea, reeditó en 2009, Cambridge Scholars Publ. 2009 ISBN 0217520928
- 1863. On an undescribed indigenous form of amœba. Ed. Taylor & Francis. 21 pp.
- 1864. On the extent, and some of the principal causes of structural variation among the Difflugian Rhizopods. 31 pp.
- 1877. On the Radiolaria as an order of the Protozoa. 31 pp.
- William Barwell Turner, Paul Friedrich Reinsch, George Charles Wallich. 1885. Three separate works on the Desmidiaceae.

## Honores
- Medalla linneana en 1898. Sus disputas acerca de sus descubrimientos sobre la vida en las profundidades, con otros especialistas de biología marina, como Sir Charles Wyville Thomson (1830–1882), William Benjamin Carpenter (1813-1885) ou Sir John Murray (1841-1914) fueron célebres
- Miembro de la Sociedad Geológica de Londres, en 1861[1]